# Ungoliant
Ungoliant (em  Sindarin: ʊŋˈɡɔljant) é uma personagem fictícia do legendário de J. R. R. Tolkien, descrita como um espírito maligno na forma de uma aranha gigante. Seu nome significa "aranha escura" em sindarin. Ela é mencionada brevemente em O Senhor dos Anéis e desempenha um papel secundário em O Silmarillion, auxiliando o Senhor do Escuro Melkor a destruir as Duas Árvores de Valinor, mergulhando o mundo na escuridão.
Suas origens são incertas, pois os escritos de Tolkien não esclarecem explicitamente sua natureza, exceto que ela existe "antes do mundo"; isso pode indicar que ela é uma Maia, um espírito imortal. Estudiosos compararam a história de Ungoliant e Melkor a Paraíso Perdido, de John Milton, em que o Pecado concebe a Morte, filha de Satanás: Pecado e Morte estão sempre famintos. Há paralelos limitados na mitologia nórdica: embora existam gigantas femininas, elas geralmente não são aranhas, mas o Diabo aparece como uma aranha em um conto islandês antigo, e uma giganta feminina na Edda em Prosa, chamada Nótt ("Noite"), vive na escuridão com sua prole, personificando-a.

## Etimologia
Ungoliant significa "aranha escura" em Sindarin, língua inventada por Tolkien. O termo é um empréstimo linguístico de Quenya: Ungwë liantë [ˈuŋwɛ liˈantɛ]. Em versões iniciais, registradas em O Anel de Morgoth, Tolkien escreve Ungoliantë.

## História interna

Durante os Anos das Árvores, Arda era iluminada pelas Duas Árvores de Valinor. Melkor feriu as árvores, e Ungoliant drenou sua seiva.

Nos escritos originais de Tolkien, Ungoliant era um espírito primevo da noite, chamado Móru, que ajudou Melkor em seu ataque às Duas Árvores de Valinor, drenando sua seiva após Melkor feri-las. Ela também consumiu as reservas de luz dos poços de Varda. Após o ataque, a luz das árvores permaneceu apenas nos Silmarils de Fëanor. Ungoliant auxiliou Melkor a escapar dos Valar, envolvendo ambos em uma escuridão impenetrável que ela produziu.
Melkor prometeu a Ungoliant tudo o que ela desejasse em troca de sua ajuda, mas traiu a promessa ao reter os Silmarils, convocando os Balrogs para repeli-la. Ungoliant fugiu para as Ered Gorgoroth em Beleriand. Em algum momento, ela gerou as Aranhas Gigantes, incluindo  Laracna, de O Senhor dos Anéis. Em O Silmarillion, é dito que, em seu esconderijo, sua fome era tão intensa que ela acasalava com outras aranhas apenas para devorá-las depois, usando seus filhotes como alimento quando cresciam. O Silmarillion sugere que a fome insaciável de Ungoliant pode tê-la levado a devorar a si mesma.

## Análise

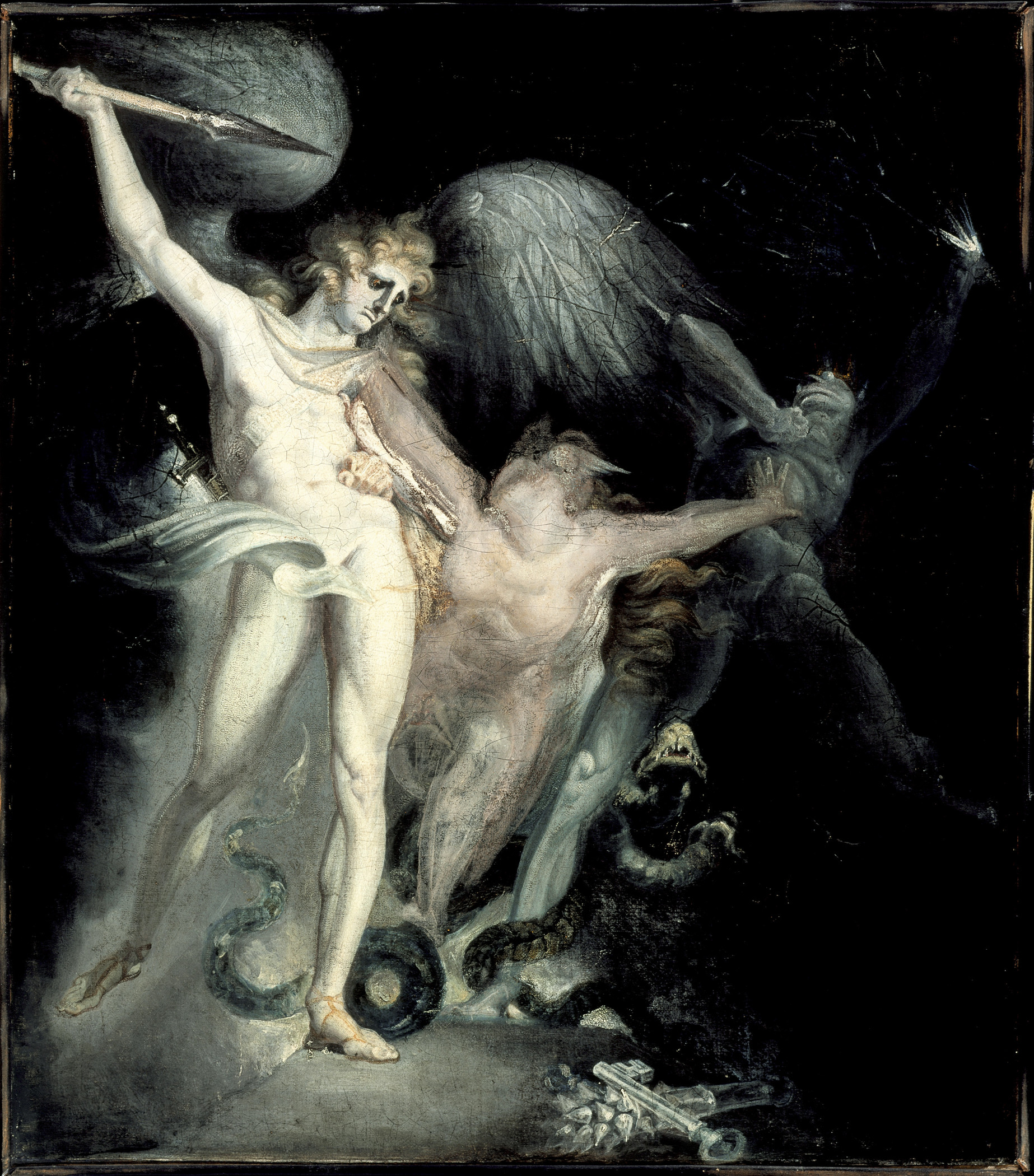
A história de Ungoliant e Morgoth foi comparada a Paraíso Perdido, de Milton, em que a Morte é a filha faminta de Satanás. Pintura de Satanás, Pecado e Morte por Henry Fuseli, 1800.

Segundo o estudioso de Tolkien John Wm. Houghton, a narrativa de Ungoliant e Morgoth é comparável à descrição em Paraíso Perdido, de John Milton, onde o Pecado concebe a Morte, filha de Satanás. Ambos, Pecado e Morte, estão perpetuamente famintos; Satanás promete alimentá-los e os conduz ao mundo.
Joe Abbott, em Mythlore [en], observa que Ungoliant e Laracna são monstros semelhantes, "produto de um conceito singular". Ele aponta que são gigantas femininas, algo presente no folclore nórdico, embora geralmente não sejam aranhas. Abbott cita um exemplo islandês antigo em que "o Diabo aparece como uma aranha e tem sua perna cortada". Sobre a origem de Ungoliant, ele destaca uma passagem de O Roubo de Melko (em O Livro dos Contos Perdidos [en]) onde Tolkien sugere que ela "talvez tenha sido gerada de névoas e escuridão nas fronteiras dos mares sombrios, na escuridão total entre a queda das Lâmpadas e o acendimento das Árvores, mas é mais provável que sempre tenha existido [itálico de Abbott]; e ela ainda gosta de habitar naquele lugar escuro, assumindo a forma de uma aranha repulsiva". Abbott enfatiza que Tolkien sugere que Ungoliant sempre existiu e escolhe aparecer como uma aranha, indicando que ela é uma Maia, um ser espiritual capaz de assumir forma física. Ele traça um paralelo com Nótt ("Noite"), uma giganta islandesa na "Gilfaginning" da Edda em Prosa de Snorri Sturluson, que, como Ungoliant e sua prole, é escura e personifica a escuridão.
Em Mythlore, Candice Fredrick e Sam McBride argumentam que Ungoliant e Laracna representam um mal puramente irracional, "totalmente absorvidas por seus próprios desejos; elas operam pelo princípio do prazer". Eles contrastam isso com os Senhores do Escuro Melkor e Sauron, que, embora também completamente malignos, possuem racionalidade, "um mal guiado pela razão". Assim, Melkor planeja a longo prazo, explorando outros seres para alcançar seus objetivos, enquanto Ungoliant busca "gratificação instantânea". Eles também afirmam que a irracionalidade das aranhas levou Tolkien a retratá-las como femininas, enquanto o pensamento analítico dos Senhores do Escuro os identificou como masculinos.
Em uma versão de Do Escurecimento de Valinor, escrita após O Senhor dos Anéis e não incluída em O Silmarillion, Tolkien acrescentou que "[Ungoliantë] não ousaria enfrentar os perigos de Aman ou o poder dos temíveis Senhores sem uma grande recompensa; pois ela temia os olhos de Manwë e Varda mais até do que a ira de Melkor". Kristine Larsen, em Mallorn, comenta que essa menção ao poder de Varda sobre a grande aranha é única.

## Legado
Ungoliant inspirou diversas canções de heavy metal. Seu conflito com Morgoth pelos Silmarils foi tema da música "Into the Storm", da banda Blind Guardian, presente no álbum Nightfall in Middle-Earth de 1998. A banda austríaca de black metal Summoning incluiu uma faixa chamada "Ungolianth" em seu álbum Minas Morgul de 1995. No álbum The Morrigan's Call [en] de 2006, a banda irlandesa de metal celta [en] Cruachan apresentou uma canção intitulada "Ungoliant", além de outra nomeada em homenagem a Laracna.
Ungoliant é mencionada no filme O Hobbit: Uma Jornada Inesperada de 2012, o primeiro da trilogia de Peter Jackson baseada em O Hobbit. No filme, o mago Radagast, o Castanho especula sobre a origem de aranhas gigantes malévolas que habitam a Floresta das Trevas, sugerindo que poderiam ser descendentes de Ungoliant.

### J. R. R. Tolkien
1. ↑  (Tolkien 1993, pp. 98–101, 108–109, 283–289)
2. 1 2  (Tolkien 1977, cap. 8 "Do Escurecimento de Valinor")
3. 1 2  (Tolkien 1984, cap. 6 "O Roubo de Melko")
4. 1 2  (Tolkien 1977, cap. 9 "Da Fuga dos Noldor")
5. ↑  (Tolkien 1993, "Do Escurecimento de Valinor" (p. 285))

- Tolkien, J. R. R. (1977).  Tolkien, Christopher, ed. The Silmarillion. Boston: Houghton Mifflin. ISBN 978-0-395-25730-2
- Tolkien, J. R. R. (1984).  Tolkien, Christopher, ed. The Book of Lost Tales [O livro de contos perdidos]. 1. Boston: Houghton Mifflin. ISBN 0-395-35439-0
- Tolkien, J. R. R. (1993).  Tolkien, Christopher, ed. Morgoth's Ring [Anel de Morgoth]. Boston: Houghton Mifflin. ISBN 0-395-68092-1